# Jens Scheffler
Jens Scheffler (* 11. Januar 1960 in Zschopau) ist ein deutscher Endurosportler. Er gewann in seiner Karriere vier Mal den Europameistertitel (a) und 1987 mit der deutschen Trophy-Mannschaft die Internationale Sechstagefahrt im polnischen Jelenia Góra.

## Sportlicher Werdegang
Jens Scheffler begann im Alter von 15 Jahren aktiv Endurosport zu betreiben. In seiner ersten Saison wurde er in der 175-cm³-Ausweisklasse Dritter der DDR-Bestenermittlung. Nach seiner Lehre zum Baufacharbeiter wechselte er 1978 zur Sportabteilung des VEB Motorradwerk Zschopau. Im gleichen Jahr war er bereits Mitglied der zweitplatzierten Trophy-Mannschaft bei den Six Days im schwedischen Värnamo. Im Jahr 1979 erreichte er mit einer 350-cm³-MZ vierte Plätze bei der DDR- und der Europameisterschaft. Auch bei der Sechstagefahrt wurde er mit der Mannschaft Vierter. Ab 1980 fuhr er eine 500-cm³-MZ. In seinem ersten Jahr in der neuen Klasse wurde er Vize-Europameister. 1981 gewann er seinen ersten Europameistertitel. 1982 wurde er Zweiter der Meisterschaft, konnte den Titel in den 1983 bis 1985 jedoch drei Mal hintereinander erringen. 1986 wurde er wieder Zweiter und 1987 und 1988 jeweils Dritter. Im Jahr 1987 gewann er mit der deutschen Trophy-Mannschaft die Internationalen Sechstagefahrt im polnischen Jelenia Góra. 1989 gewann er seinen einzigen DDR-Meistertitel. 1990 wechselte Scheffler zu Suzuki und wurde deutscher Meister in der Klasse bis 400-cm³-Viertakt. 1991 wurde er Vize-Meister. Danach wechselte Scheffler in die Schweiz und wurde 1995 und 1996 schweizerischer Vize-Meister in der Klasse bis 125 cm³.
Seit 1990 ist er Fahrerinstruktor in der Enduroschule von Dany Wirz. Nachdem er beim Deutschen Sportbund den Trainerschein abgelegt hat, betreibt er seit 2001 eine eigene Enduroschule in Zschopau.